# گورنژی بوگیچفچی
گورنژی بوگیچفچی (به لاتین: Gornji Bogićevci) یک منطقهٔ مسکونی در کرواسی است که در شهرستان برود-پوساوینا واقع شده‌است.
گورنژی بوگیچفچی ۴۴٫۰۶ کیلومتر مربع مساحت دارد.